# Willie Miller
William Ferguson Miller (Glasgow, 2 maggio 1955) è un ex calciatore, allenatore di calcio e dirigente sportivo britannico, di ruolo difensore.

## Palmarès

### Giocatore

#### Club
- Campionato scozzese: 3

Aberdeen: 1979-1980, 1983-1984, 1984-1985
- Coppa di Scozia: 4

Aberdeen: 1981-1982, 1982-1983, 1983-1984, 1985-1986
- Coppa di Lega scozzese: 3

Aberdeen: 1976-1977, 1985-1986, 1989-1990
- Coppa delle Coppe: 1

Aberdeen: 1982-1983
- Supercoppa UEFA: 1

Aberdeen: 1983

#### Individuale
- Giocatore dell'anno della SPFA: 1

1984
- Giocatore dell'anno della SFWA: 1

1984